# Treno espresso

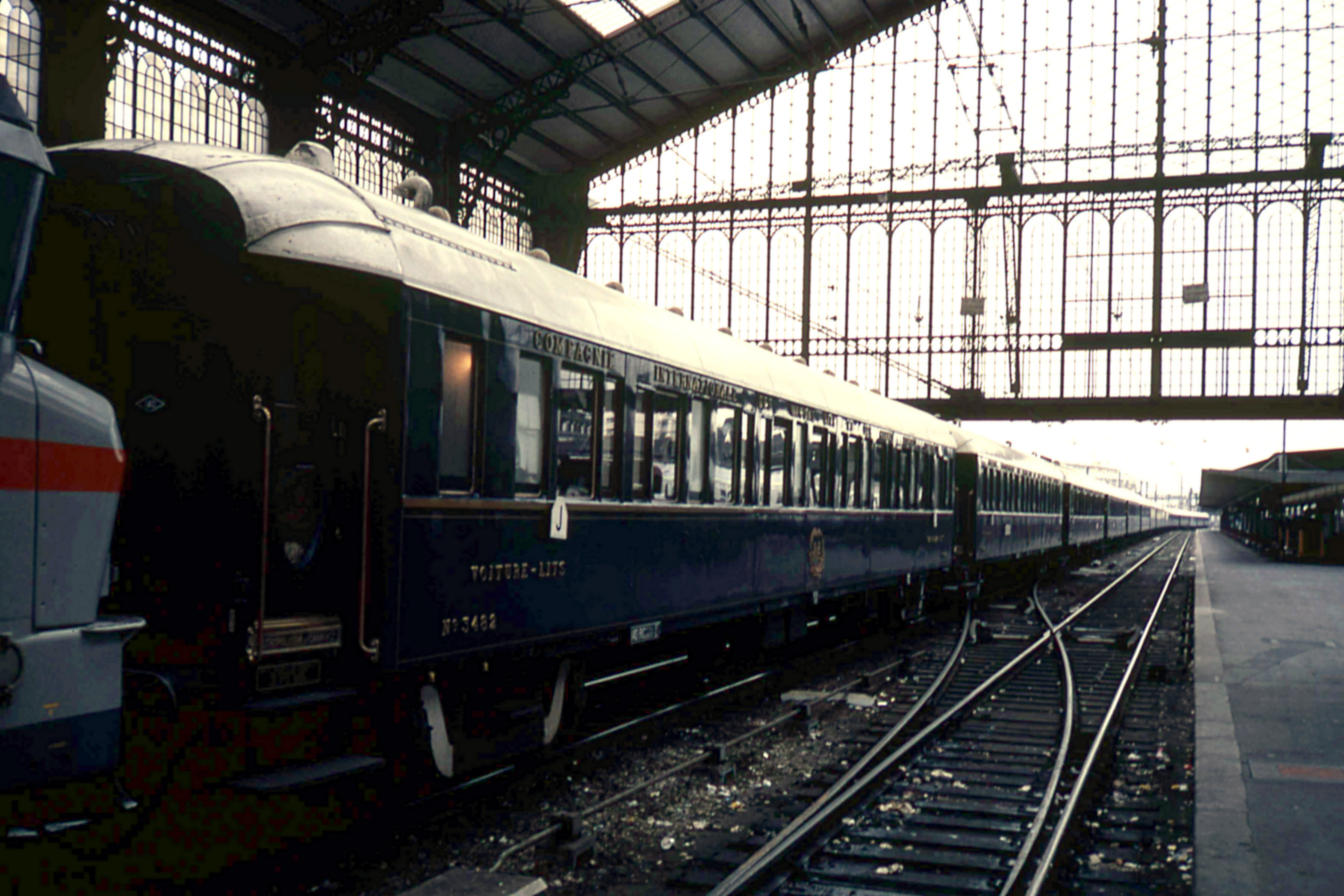
Uno dei più noti treni espressi, l'Orient Express.

Treno Espresso è una categoria di servizio dei treni presente in molti paesi europei. La categoria, in uso da molto tempo, indica particolari treni di lusso spesso di sola prima classe con carrozze salone, carrozze ristorante e bagagliai. Tra i tanti treni famosi è possibile citare l'Orient Express, il Peninsular Oriental Express, l'Arlberg-Orient Express.

## In Italia

Simbolo utilizzato per indicare i treni espressi sui quadri orario italiani

In Italia la categoria di treno espresso (sigla E o EXP) venne introdotta nel 1974, sostituendo la precedente denominazione di Treno Direttissimo.
Con il cambio d'orario del 23 maggio 1993, la categoria venne divisa: mantennero la classificazione di espresso i treni a lunghissima percorrenza comprendenti tratte notturne (ad esempio i treni colleganti il nord e il sud d'Italia), mentre gli espressi diurni vennero inseriti nella nuova categoria degli Interregionali.
L'Espresso era la categoria più bassa tra i treni a lunga percorrenza. Si differenziava da altri convogli che effettuano lunghi collegamenti anche per la tariffa: fino al 1º novembre 2007 era la stessa applicata ai Regionali, cioè la più economica. A partire dal 1º novembre 2007 rimasero gli unici treni ad adottare la tariffa nazionale, la più bassa tra le tariffe a lunga percorrenza. Dall'11 dicembre 2011 sono stati cancellati quasi tutti i collegamenti Espressi.
È stato inoltre cancellato in via definitiva il servizio di auto al seguito da parte di Trenitalia su tutte le relazioni.
Dal dicembre 2012, con la soppressione degli ultimi treni Espressi e la promozione dei rimanenti a Intercity, la categoria di "Espresso" è abolita dal normale servizio pubblico e relegata unicamente a treni straordinari o d'agenzia: è il caso dei "Treni Bianchi" organizzati da Unitalsi per il trasporto dei pellegrini verso Lourdes, dei treni charter commercializzati da tour operatori stranieri, o ancora di treni-crociera di lusso quali il Venice-Simplon Orient Express e il Golden Eagle Danube Express. Fino a Marzo 2020 faceva eccezione il collegamento di linea Nizza - Mosca delle ferrovie russe RZD, impropriamente classificato come "Espresso" in Italia e più correttamente come EuroNight in altri Paesi europei.
A partire dal dicembre 2023, con la creazione della società Treni Turistici Italiani, del gruppo FS, la categoria "Espresso" è tornata ufficialmente in orario ad indicare treni notturni di lusso, inizialmente attivi solo nella tratta Roma-Calalzo.

## Austria e Germania
In Austria e Germania questi treni vengono classificati Schnellzug.